# Franz Ferdinand Schwarz
Franz Ferdinand Schwarz (* 26. Dezember 1934 in Graz; † 8. Mai 2001 ebenda) war ein österreichischer Altphilologe.

## Leben
Franz Ferdinand Schwarz, der Sohn eines Gerichtsbeamten, studierte an der Universität seiner Heimatstadt Klassische Philologie, Archäologie, Akkadistik und Altindisch. Zu seinen akademischen Lehrern gehörten Hans Gerstinger, Endre von Ivánka und besonders die Archäologin Erna Diez. Nach der Promotion (1961) arbeitete Schwarz als Gymnasiallehrer und erwarb 1964 die Lehrbefähigung für Altindisch. Als Research Fellow am Center for Hellenic Studies in Washington, D.C. (1971/1972) arbeitete er an seiner fachübergreifenden Habilitationsschrift Geschichte und Geographie Bhāratas in Arrians Indike, die er 1973 fertigstellte. Im selben Jahr erhielt er die Venia legendi an der Universität Graz. Hier wurde er 1976 zum außerordentlichen Professor der Klassischen Philologie ernannt, 1982 zum ordentlichen Professor. Er starb am 8. Mai 2001 im Alter von 66 Jahren nach langer Krankheit.
In Lehre und Forschung vertrat Schwarz eine außergewöhnlich weite Auffassung vom Altertum. Er mahnte immer wieder zu einer Abkehr vom Eurozentrismus der Altertumswissenschaft und einer Hinwendung zu Sprachen und Kultur des Orients. Von ihm stammt unter anderem auch eine Übersetzung der Metaphysik des Aristoteles, die von Wolfgang Detel 2023 vollständig durchgesehen und überarbeitet neu herausgegeben wurde.